# El miedo no anda en burro
El miedo no anda en burro es una película mexicana de comedia y terror de 1976, dirigida por Fernando Cortés y protagonizada por María Elena Velasco «La India María», Eleazar García «Chelelo» y Emma Roldán.

## Trama
María trabajaba para doña Clarita, una mujer adinerada, quien tenía una casa muy grande y lujosa en la ciudad de México y una gran fortuna, pero unos parientes que solo esperaban su muerte para heredar toda su fortuna; al morir Clarita, todo su dinero se lo heredó a su perra Mimí, y como la difunta quería tanto a María, ésta iba a administrar todo el dinero dejado a Mimí. Las predicciones del abogado de doña Clara fueron ciertas: Que al ser María quien administrara la fortuna, iba ella a tener problemas con los familiares.
Obviamente, cuando don Marciano, doña Paz, don Braulio, y Raúl se enteraron de esto, quisieron hacer hasta lo imposible por asesinar a la perra para poder quedarse con el dinero. Todos sus intentos resultan contraproducentes: Trata Don Braulio de engañar a la perrita como si otro perro estuviera ladrando para que saliera en la noche y así poderla matar; Trató don Marciano de poner un explosivo en la carne de Mimí, pero María, pensando que era el chamorro de la cena, cocinó la carne con todo y el explosivo con una receta de familia, pero al tratar de cortar la carne con cuchillo, la bomba hizo explosión, por lo que el sistema nervioso de Mimí quedó afectado.
Por esta razón, el veterinario aconsejó a María que llevara a la perrita al campo y sugirió que se fueran al caserón que Clarita tenía en la popular ciudad de Guanajuato. Al llegar allá, María se encuentra con un extranjero, a quien entendió mal por no conocer la ciudad: En vez de Alóndigas Granaditas le entendió albóndigas, y como no tenía, le dio un taco de los que ella traía; Indignada de allí se fue María, porque en vez de "Pípila" entendió que el muchacho se refería a un baño. El extranjero se comió el taco y al instante se enchiló por las cantidades usadas de salsa por María.
Al pasar por las típicas calles antiguas de Guanajuato y la pila de San Fernando, finalmente llegó a la mansión de doña Clara.
Desde la entrada a María se le recibió con el peor trato posible, desde que ("sola") se abrió la puerta hasta su llegada al jardín, donde se encuentra con el cuidador, Franki, un auténtico espanto de hombre. A partir de eso, María siente infinitas ganas de correr lo más lejos posible, para regresarse hasta México,  más aún con todas las cosas de espantos que Franki le contaba (que el jardinero se volvió loco, que había arañas y más cosas en el jardín, y que había fantasmas).
Total que los ruidos y sombras y otras cosas espantosas nunca dejaban dormir a María ni a la Niña Mimí (como María le decía).
Después llega la familia de México.
Llega don Marciano y quiere asustarla tocando melodías fúnebres, pero ella lo asusta más a él cantándole una canción de la muerte. Doña Paz la intenta matar con un caldo que le puso conjuros raros, engaña a María y le dice que es un té para el hígado; María "accidentalmente" lo tira al piso, y entonces una gran explosión tiene lugar. María exclama: "Pos sí ha de ser bueno pa' las piedras del hígado, las deshace de inmediato".
La otra sobrina le deja unos dulces que la laxarían, pero ella no se los come. En vez de eso, Braulio llega y se va corriendo urgentemente al baño.
Luego, otra vez Don Marciano hace uno de sus explosivos, el cual mete en un reloj. Va con María y le insinúa que se quiere casar con ella. Le regala el reloj y ella no lo quiere porque "a ella le despierta el canto del gallo". Braulio toma el reloj y mientras María se encontraba con Mimí contemplando el paisaje en un peñasco, Braulio intenta empujarla al precipicio, pero María cambia de sitio y Braulio termina cayendo del peñasco además de explotar el reloj. Después de tantos accidentes, la familia se rinde en sus intentos de acabar con María y con Mimí y deciden volver a la Ciudad de México, mientras Laura decreta que María ha de tener un pacto con la Muerte.
En la noche, María y Mimí empiezan a ser asustadas por monstruos extraños, y animales peligrosos como jaguares, tarántulas, panteras y cocodrilos. María intentando escapar termina en una especie de laboratorio secreto donde un cíclope busca tomarla como conejilla de indias para experimentos macabros, pero María logra huír e intenta deshacerse de algunos de los monstruos. Sin embargo al salir de la casa se encuentra con doña Paz que la amenaza con un revólver y le confiesa que todo ha sido un plan para asesinarla a ella junto a Mimí y así quedarse con la herencia. Los monstruos, quien en realidad era la familia con disfraces la capturan y la encierran en un calabozo donde según Marciano, su hermana Clarita lo encerraba muchas veces y que había adecuado para vengarse de su hermana. María empieza a ser aprisionada por muros movedizos dentro del calabozo y suelta a Mimí para que huya pero ella no se separa de María asumiendo también su posible muerte. En ese momento el Mayordomo Franki, quien en realidad era un policía encubierto llega al lugar deteniendo a los miembros de la familia y liberando a María quien luego se desmaya de todo lo que había pasado.

## Reparto
- María Elena Velasco «La India María» como María Nicolasa Cruz
- Eleazar García «Chelelo» como Braulio ("el monstruo de la laguna")
- Fernando Luján como Raúl ("el vampiro de un solo ojo")
- Emma Roldán como Doña Paz
- Gloria Mayo como Laura ("el sapo gigante")
- Óscar Ortiz de Pinedo como Don Marciano ("el hombre lobo")
- Wally Barrón como Frankie
- Carlos Bravo como el notario
- Antonio Bravo como el doctor
- Alfonso Zayas como el policía
- Mimi, perrita propiedad de María.
- Pepe Cibrián Campoy como el turista norteamericano en Guanajuato.

## Canciones
- «Canción de la muerte», escrita por Gustavo Pimentel.
Interpretada por María Elena Velasco.